# Asthenargus perforatus
Asthenargus perforatus är en spindelart som beskrevs av Schenkel 1929. Asthenargus perforatus ingår i släktet Asthenargus och familjen täckvävarspindlar. Inga underarter finns listade.